# Обиженные. Беларусь(сия)
«Обиженные. Беларусь(сия)» — пьеса белорусского драматурга Андрея Курейчика. Посвящена теме политического кризиса в Беларуси после проведения президентских выборов в 2020 году. Прототипами героев пьесы стали Александр Лукашенко и его младший сын Николай, Светлана Тихановская, Александр Тарайковский, Мария Колесникова и другие реальные личности.

## История
Над созданием пьесы Андрей Курейчик начал работать 20 августа 2020 года, после событий 9-10 августа в Беларуси и последовавших за ними протестов. Закончил 9 сентября, отобразив в пьесе первый месяц белорусских протестов, в которые автор пьесы и сам был вовлечён.
25 сентября 2020 года пьеса была впервые поставлена в Киева на сцене «Дикий театр» (режиссёр Максим Голенко) в рамках международного проекта глобальной солидарности с белорусским театром. В России видеоспектакль «Обиженные. Беларусь(сия)» по пьесе Андрея Курейчика первой поставила российская актриса и режиссёр Оксана Мысина (в ноября 2020 года), пригласив на роль Позитивной (собирательный образ Марии Колесниковой, Светланы Тихановской и Вероники Цепкало) Лию Ахеджакову.
Только за первые 2,5 месяца состоялось более 100 читок пьесы на 71 площадке более чем в 20 странах — Латвия, Литва, Польша, Украина, Россия, Швеция, Великобритания, Нидерланды, Венгрия, Гонконг, более 30 читок в Америке.
Проект «Обиженные.Беларусь(сия)» стал одним из самых масштабных проектов театральной солидарности в мире. Более чем 200 читок и спектаклей в 39 странах и на 29 языках мира. География проекта составила от театров Гонконга до Шведского Королевского театра, от всех национальных театров Румынии, Болгарии, Молдавии, до Малого театра Римаса Туминаса, от Бельгии, Нидерландов до Нигерии. При этом более 40 читок провели театры США: Бостон, Нью-Йорк, Лос-Анджелес, Филадельфия, Новый Орлеан. Все читки сопровождались дискуссиями о ситуации в Беларуси.
В ноябре 2023 года премьерный показ пьесы состоялся в Лос-Анджелесе (США) на сцене City Garage Theatre. 17 ноября прошёл предварительный просмотр постановки с фуршетом в белорусском стиле; на премьерных выходных на всех трёх спектаклях присутствовал сам автор пьесы Андрей Курейчик.

## Награды
- 2021 год — специальный приз театральной премии «Золотая Маска[пол.]» (Польша). Присужден Андрею Курейчику за текст пьесы «Обиженные. Беларусь(сия)», на основе которой Городской театр[пол.] в Гливице реализовал онлайн-спектакль, под тем же названием, в режиссуре и постановке Ежи Яна Полонского[9].